# Jean-Paul Faugère
Pour les articles homonymes, voir Faugère.
Jean-Paul Faugère, né le 12 décembre 1956 à Paris, est un haut fonctionnaire français.
Préfet de la région Alsace de 2005 à 2007, il occupe du 17 mai 2007 au 10 mai 2012 les fonctions de directeur de cabinet du Premier ministre François Fillon. Le 29 juin 2012, il est nommé président du conseil d'administration de CNP Assurances. En août 2020, il est nommé vice-président de l’Autorité de contrôle prudentiel et de résolution (ACPR).

## Biographie
Jean-Paul Faugère est le fils du préfet Roland Faugère.
Après avoir étudié à l'École polytechnique, il poursuit un cursus d'étudiant à l'Institut d'études politiques de Paris, avant d’intégrer la promotion Solidarité de l’ENA.

## Carrière
- 1980 : commissaire contrôleur des assurances
- 1983 : auditeur au Conseil d'État.
- 1986 : maître des requêtes, secrétaire général adjoint du Conseil d’État.
- 1987 : conseiller technique au cabinet du ministre de l’Équipement, du Logement, de l’Aménagement du Territoire et des Transports.
- 1988 : commissaire du gouvernement près la section du contentieux et les autres formations de jugement du Conseil d’État.
- 1991 : directeur financier du commissariat à l'Énergie atomique (CEA).
- 1993 : secrétaire général du commissariat à l’Énergie atomique.
- 1994 : directeur des Libertés publiques et des Affaires juridiques au ministère de l’Intérieur.
- 1997 : préfet du Loir-et-Cher.
- 1998 : conseiller d’État.
- 2001 : préfet de la Vendée.

À partir de 2002, il suit en grande partie la carrière de François Fillon. Il est nommé directeur de cabinet de celui-ci alors ministre des Affaires sociales, du Travail et de la Solidarité, puis en 2004 directeur de cabinet alors que Fillon est ministre de l’Éducation nationale, de l’Enseignement supérieur et de la Recherche.
- 2005 : préfet de la région Alsace, préfet du Bas-Rhin.

En 2007, il est nommé directeur de cabinet du Premier ministre François Fillon. En 2011, il s'oppose à Jeannette Bougrab, secrétaire d’État à la Jeunesse, qui dans un entretien disait s’inquiéter du succès électoral des partis islamistes dans les pays arabes, réfutant la notion d’« islamisme modéré », défendue par Alain Juppé, ministre des Affaires étrangères. Jean-Paul Faugère lui reproche alors de remettre en cause la politique étrangère de la France, n'hésitant pas à l’accuser de « haute trahison »,.
En 2012, il est nommé président du conseil d’administration de CNP Assurances dont la Caisse des dépôts et consignations détient 40,8 % des parts. Selon Le Monde, il est « d'usage républicain de "bien traiter" le plus proche collaborateur du premier ministre, en cas d'alternance politique ».
En août 2020, il est nommé vice-président du collège de supervision de l’Autorité de contrôle prudentiel et de résolution (ACPR).

## Récompenses et distinctions
- Officier de la Légion d'honneur (2014)[6]
- Chevalier de l'ordre national du Mérite